# Sophie Delemer
Sophie Delemer (1967) es una deportista francesa que compitió en triatlón.
Ganó una medalla de bronce en el Campeonato Europeo de Triatlón de 1996 y una medalla de plata en el Campeonato Mundial de Triatlón de Larga Distancia de 1996.

## Palmarés internacional
| Campeonato Europeo | Campeonato Europeo    | Campeonato Europeo | Campeonato Europeo |
| Año                | Lugar                 | Medalla            | Prueba             |
| ------------------ | --------------------- | ------------------ | ------------------ |
| 1996               | Szombathely (Hungría) | Medalla de bronce  | Individual         |

| Campeonato Mundial | Campeonato Mundial      | Campeonato Mundial | Campeonato Mundial |
| Año                | Lugar                   | Medalla            | Prueba             |
| ------------------ | ----------------------- | ------------------ | ------------------ |
| 1996               | Muncie (Estados Unidos) | Medalla de plata   | Individual         |